# 巴孛陵寝

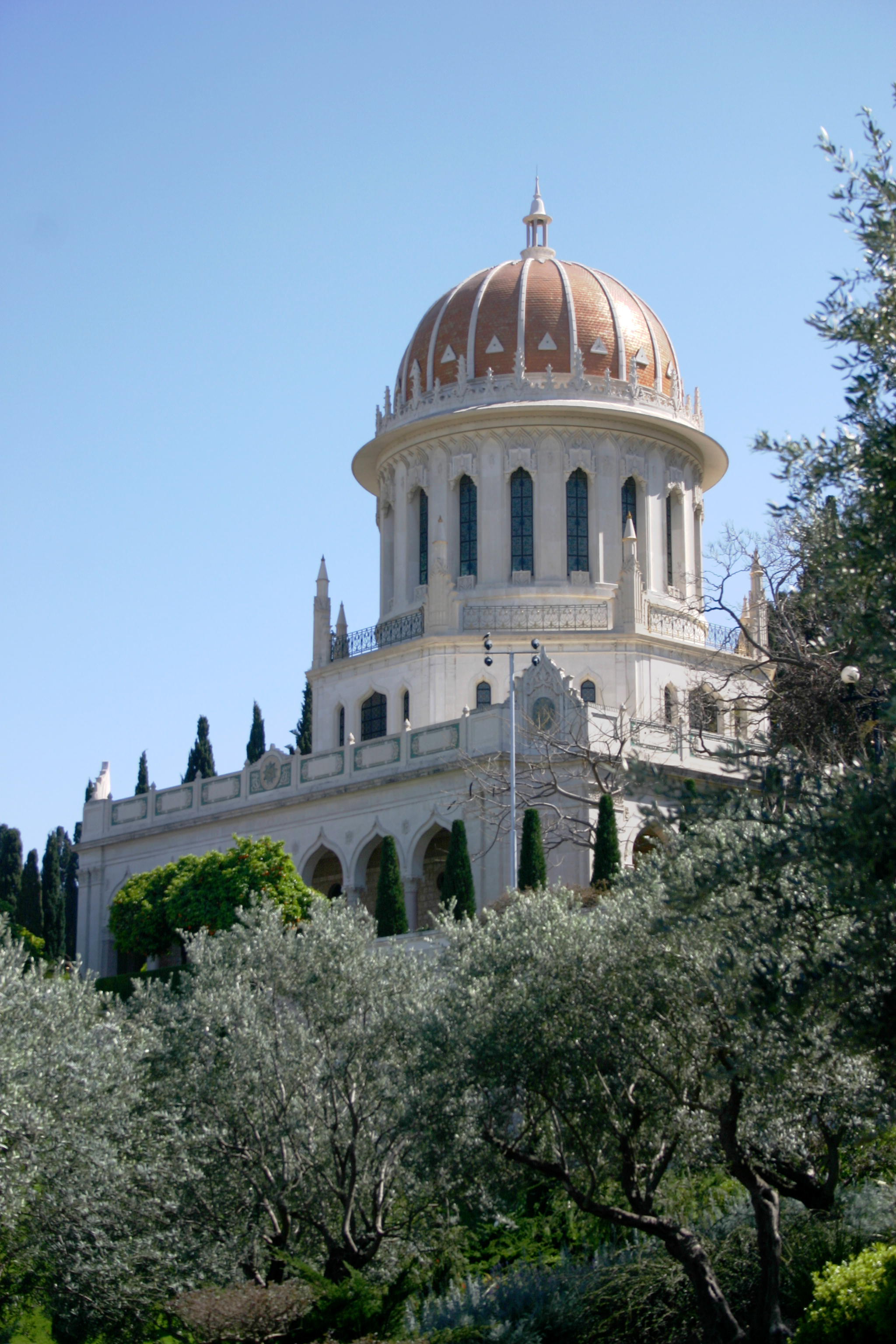

巴孛陵寝（Shrine of the Báb）是巴哈伊信仰的一处朝圣地点，位于以色列海法的迦密山上，巴哈伊信仰的创立者巴孛的遗体埋葬于此。
現有的巴孛陵寝建築完工於1953年，被沿坡建造的阶梯花园环绕，是海法最醒目的地标，每年吸引大批游客参观。2008年7月，陵寢和其他相關的巴哈伊教建築被選入世界文化遗产名录。

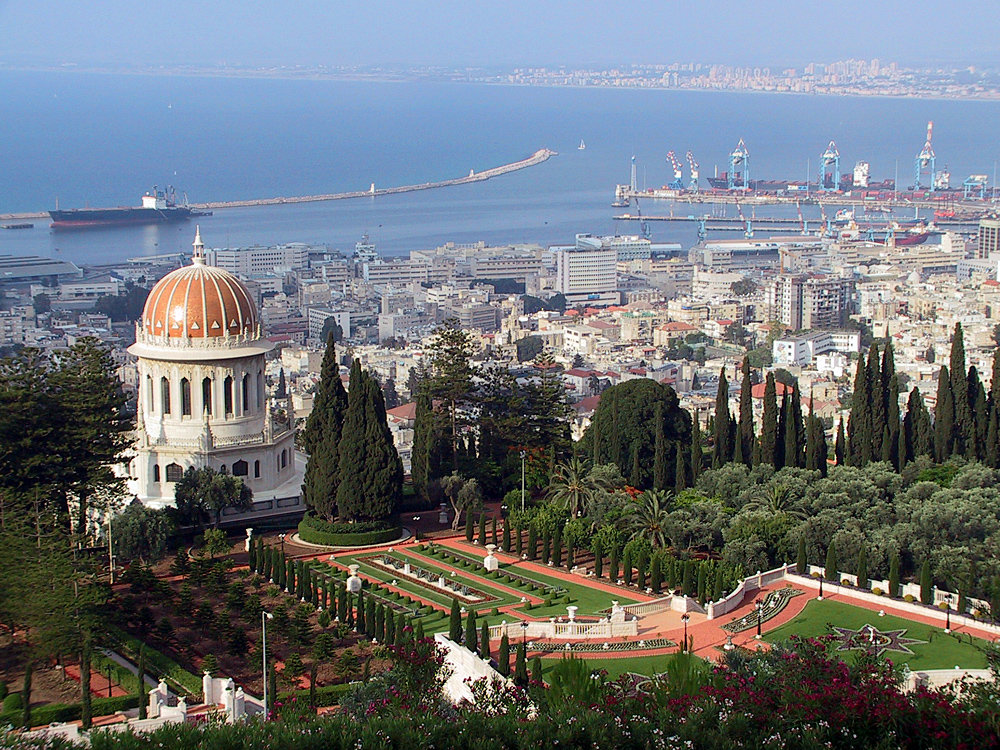
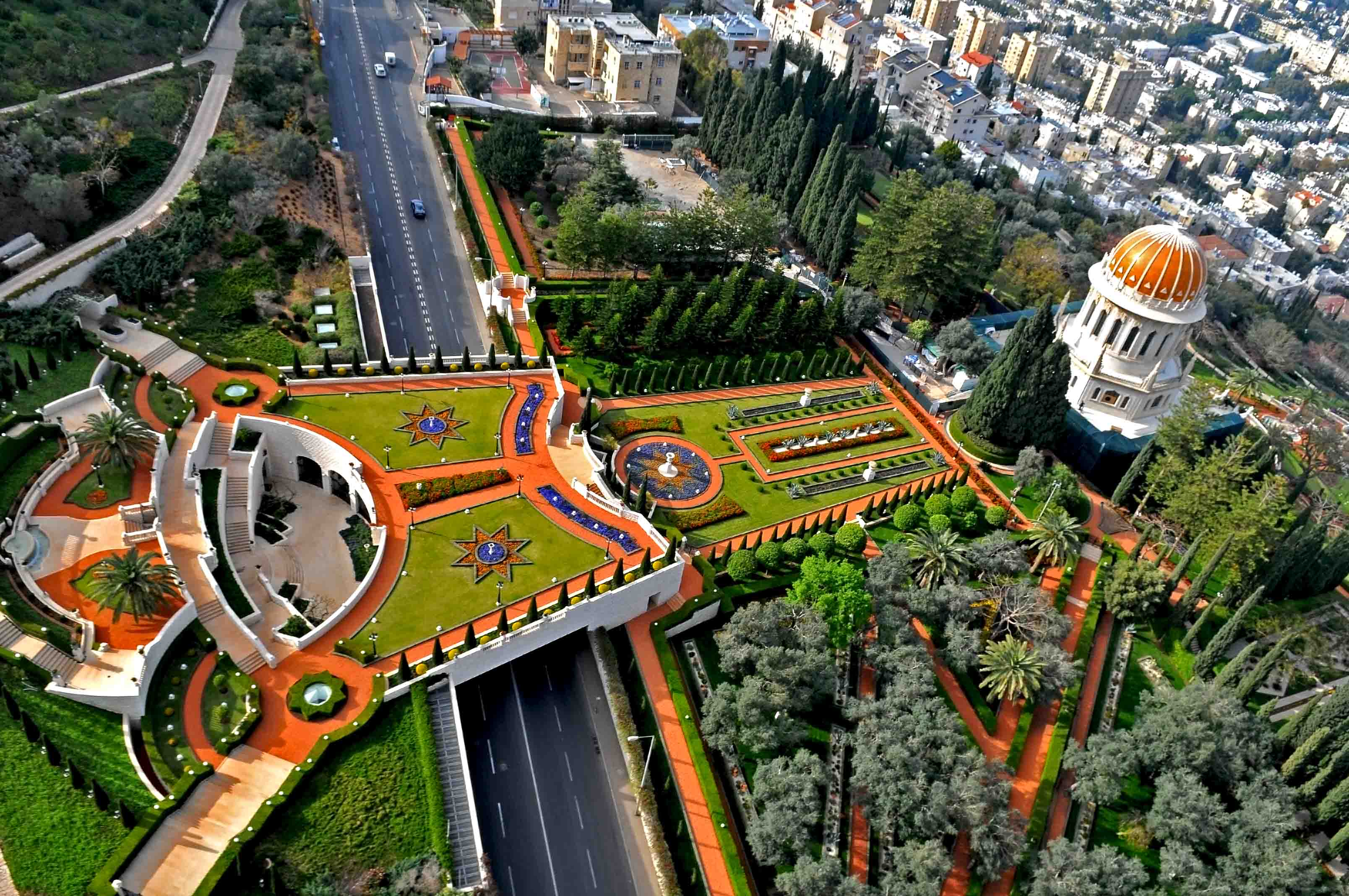
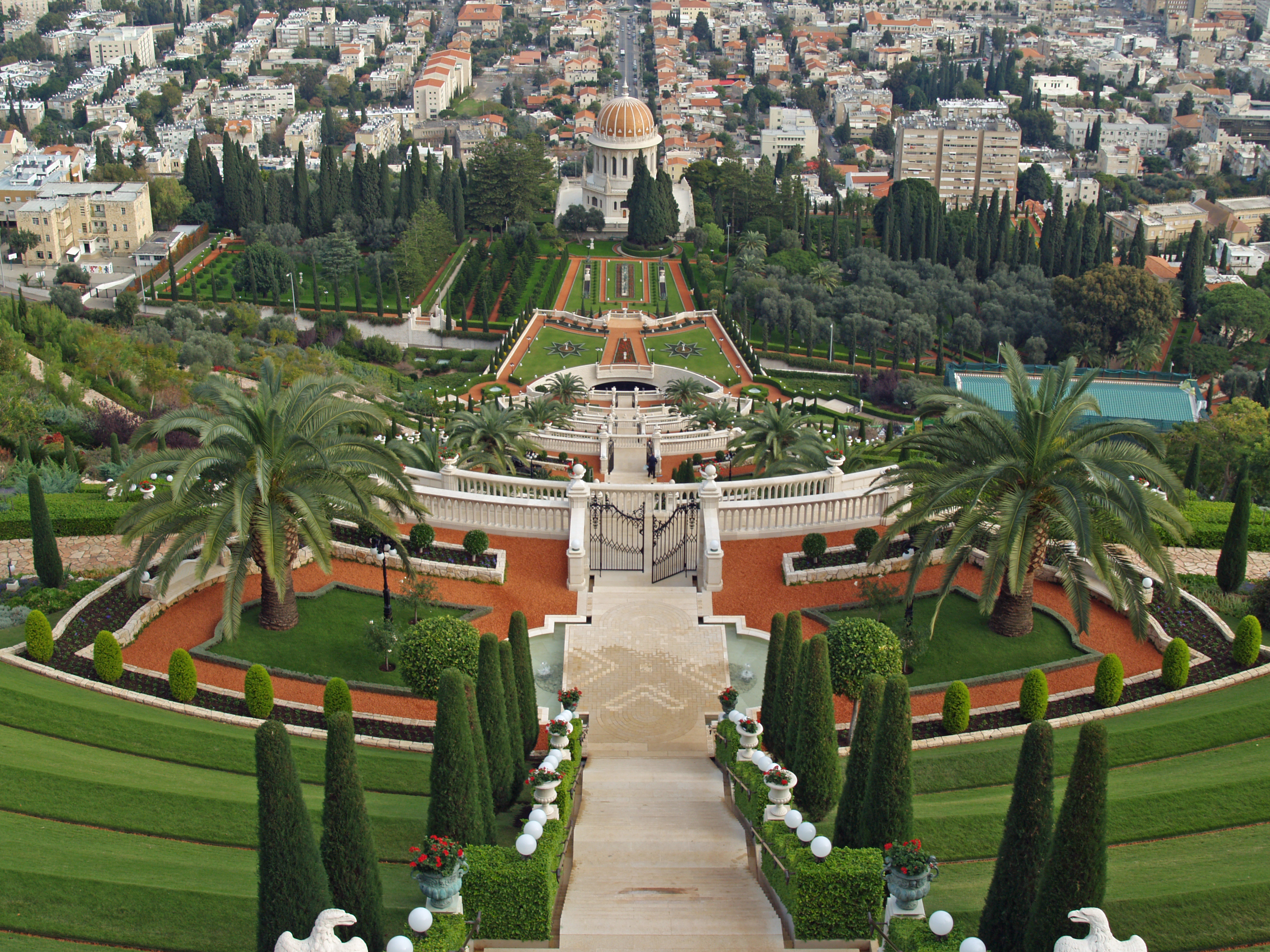
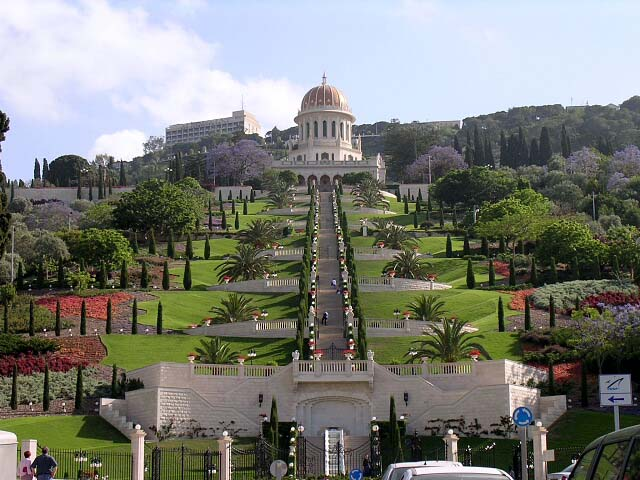